# ازیریس ۱۹۲۳
سیارک ۱۹۲۳ (به انگلیسی: 1923 Osiris، نامگذاری:4011P-L) هزار و نهصد و بیست و سومین سیارک کشف شده‌است که در ۲۴ سپتامبر ۱۹۶۰ کشف شد.
قدر مطلق سیارک برابر ۱۳٫۱۰ است.